# NWA Anniversary Show
NWA Anniversary Show es un evento que tuvo lugar casi cada año desde 1998, celebrando el aniversario de la fundación de la National Wrestling Alliance en 1948. El evento se ha celebrado cada año desde el 50.º aniversario en 1998 hasta el 2008, con la excepción de 2006 y 2007. El evento regresó el 2018 para celebrar el 70.º aniversario.

## Resultados

### 1998
NWA 50th Anniversary Show tuvo lugar el 24 de octubre de 1998, desde el Hotel Hilton en Cherry Hill, Nueva Jersey.
- The International Males (Christopher Daniels & Kevin Quinn) derrotaron a The Hollywood Hardbodies (Danny Dominion & Ace Steel) para convertirse en los primeros NWA Midwest Tag Team Champions.
- Primo Carnera III & TNT derrotaron a Lord Zeig & Patch.
- EZ Ryder derrotó a la mitad de los NWA/PWX Tag Team Champion Paul Atlas para convertirse en el primer NWA Canadian Heavyweight Champion.
- The Inferno Kid y Ray Odyssey terminaron en un doble conteo de 10 fuera del ring 
  - Como resultado, Kid retuvo el NWA New England Cruiserweight Championship.
- Steve Williams ganó una 14-man WWF dojo Battle Royal.
  - Los demás luchadores fueron: Kurt Angle, Babu, Steve Corino, Christopher Daniels, Teddy Hart, Barry Houston, Glenn Kulka, Andrew Martin, Tom Prichard, Giant Silva, Tiger Ali Singh, Shawn Stasiak y Devon Storm.
- Abdullah the Butcher derrotó a T. Rantula.
- The Headbangers (Mosh & Thrasher) derrotaron a los NWA North American Tag Team Champions The Tennessee Volunteers (Steven Dunn & Reno Riggins) por descalificación.
  - Como resultado, The Tennessee Volunteers retuvieron los campeonatos.
- The Extreme (Ace Darling & Devon Storm) derrotaron a The Misfits (Harley Lewis & Lupus) (c) ganando el NWA 2000 Tag Team Championship.
- The Brotherhood (Knuckles Nelson & Eric Sbraccia) derrotaron a The Border Patrol (Agent Carson & Agent Gunn) (c), Team Extreme (Kit Carson & Khris Germany) y Tully Blanchard & Tom Prichard en un Four Corners match ganado el NWA World Tag Team Championship.
- Dan Severn derrotó a Steven Regal reteniendo el Campeonato Mundial Peso Pesado de NWA por rendición. (25:53)
  - Severn forzó a Regal a rendirse con un «ArmBar».
- Steve Corino, Lance Diamond, Doug Gilbert y Rik Ratchett derrotaron a Dead Man Walking, The Pitbulls (#1 & #2) y al Campeón Nacional Peso Pesado de NWA Stevie Richards en una Steel Cage match.[4]
  - Gilbert cubrió a Richards ganando el título, ya que estaba en juego.

### 1999
NWA 51th Anniversary Show, llamado "Battle of the Belts 1999" ("Batalla de los títulos 1999"), tuvo lugar el 25 de septiembre de 1999, desde el Grady Cole Center en Charlotte, Carolina del Norte.
- Triple xXx (Drake Dawson & Curtis Thompson) derrotaron a The Sex Pistols (Shane Austin & David Young).
  - Triple xXx avanza a un clasificatorio por el 1# contendiente al NWA World Tag Team Championship la cual se realizaría esa misma noche.
- Team Extreme (Kit Carson & Khris Germany) derrotaron a Gene Austin & Tommy Starr.
  - Team Extreme avanza a un clasificatorio por el 1# contendiente al NWA World Tag Team Championship la cual se realizaría esa misma noche.
- The Canadian Cartel (Crusher Carlsen & Michelle Starr) luchó contra The Rage (Quinn Magnum & Samu) terminando sin resultado.
  - Ningún equipo clasificó.
- EZ Ryder derrotó a Sebastian P. Sterling para ganar el Queen's Cup.
- Team Extreme (Kit Carson & Khris Germany) derrotaron a Triple xXx (Drake Dawson & Curtis Thompson).
  - Team Extreme avanza al main event match, por el NWA World Tag Team Championship.
- Gary Steele derrotó a Brian Anthony y Naoya Ogawa (c) en un Three-Way Dance para ganar el NWA World Heavyweight Championship. 
  - Ogawa derrotó a Anthony.
  - Steele derrotó finalmente a Ogawa.
- Abdullah the Butcher luchó contra Don Brodie terminando sin resultado.
- Twiggy Ramirez ganó una 11-man battle royal ganando una oportunidad por el NWA World Junior Heavyweight Championship. 
  - Los demás luchadores fueron: Danny Dominion, Chris Hero, Vince Kaplack, Tony Kozina, Mercury, Chris Michaels, Johnny Moss, Air Paris, Buck Quartermain y Gary Royal.
- Logan Caine derrotó a Twiggy Ramirez reteniendo el NWA World Junior Heavyweight Championship.
- Ron Garvin derrotó a Stan Lane.
- Team Extreme (Kit Carson & Khris Germany) derrotaron a The Brotherhood (Dukes Dalton & Knuckles Nelson) ganando el NWA World Tag Team Championship.

### 2000
NWA 52th Anniversary Show, se llevó a cabo en dos eventos y, fue llamado "Battle of the Belts 1999" ("Batalla de los títulos 1999") y también "Showcase of the Stars" ("Vitrina de las Estrellas"), tuvo lugar el 14 y 15 de octubre de 2000, desde el Tennessee State Fairgrounds Arena en Nashville, Tennessee.
Noche 1
- Lazz derrotó a A.J. Styles.
- Chris Champion derrotó a Slash.
- Damaja & Nick Dinsmore derrotaron al Campeón Peso Pesado de OVW Rob Conway & Flash Flanagan.
- James Storm derrotó a Big Bully Douglas.
- Strawberry Fields derrotó a Leilani Kai ganando el vacante Campeonato Mundial Femenino de NWA.
  - El título quedó vacante cuando fue despojado de Debbie Combs en octubre de 1996.
- Vince Kaplack derrotó a Tony Kozina ganando el Campeonato Mundial Junior Peso Pesado de NWA.
- Bad Attitude (Rick Michaels & David Young) derrotaron a The Hotshots (Cassidy O'Reilly & Air Paris) reteniendo los Campeonatos Mundiales en Parejas de NWA.
- Mike Rapada derrotó a Chris Harris reteniendo el Campeonato Mundial Peso Pesado de NWA.

Noche 2
- Blade Boudreaux derrotó a Bulldog Raines ganado el Campeonato Peso Pesado de NWA Mid-South.
- Johnny Moss derrotó a Jon Ryan.
- Magic derrotó a Biggie Biggs, Eric Kreed y Zieg en una Fatal Four-Way match reteniendo el Campeonato Peso Pesado de NWA Nueva York.
- N8 Mattson derrotó a Ricco Rodríguez ganando el Campeonato Junior Peso Pesado de NWA Great Lakes.
- Mr. Attitude & Bobby Inbred derrotaron a Johnny Hard & Viper.
- Mr. Mayhem derrotó a Necro Butcher en un Hardcore match.

- The Maniacal Crew (Brother Love & Joey Venture) derrotaron a The New Texas Outlaws (Ricky Murdock & Austin Rhodes) ganando los Campeonatos en Parejas Sureños de NWA.

- Dave Mysterio & X-Factor derrotaron a Touch of Reality (Jim the Messenger & Bob Steele).
- Jimmy Angel & Paul Atlas derrotaron a Brandon K & Big Poppa Gator ganando los Campeonatos en Parejas de NWA East. 
  - Brandon K fue sustituido por Destino JB, quien no pudo aparecer debido a las dificultades del viaje.
- Jason Rumble derrotó Beau Douglas ganando el Campeonato Peso Pesado de NWA New England.

### 2001
NWA 53th Anniversary Show, llamado "Battle of the Belts 2001" ("Batalla de los títulos 2001") tuvo lugar el 13 de octubre de 2001, desde el WrestlePlex en San Petersburgo, Florida.
- Jacey North derrotó a Biggie Biggs ganando el NWA Virginia Heavyweight Championship.
- Gene Austin & Brimstone derrotaron a The Chunk-n-Dales (Chunk & Dale).
- Rocky Reynolds derrotó a Star ganando el NWA Tri-State Heavyweight Championship.
- Sudden Impact (Chris Gatlin & Steve Lane) derrotaron a Disturbing Behavior (Jeff Daniels & Tim Renesto) (con Dominique) ganando el NWA Mid-America Tag Team Championship.
- Pepe Prado derrotó a The Cuban Assassin (con Fantasy).
- Ricky Murdock derrotó a Blade Boudreaux reteniendo el NWA Mid-South Heavyweight Championship.
- Gary Steele & Paul Vault derrotó a Danny Garnell & Johnny Moss.
- Naohiro Hoshikawa derrotó a Dagon Briggs.
- EZ Ryder derrotó a Juggernaut ganando el vacante NWA Canadian Heavyweight Championship.
  - El título quedó vacante por Crusher Carlsen en septiembre de 2000.
- Hotstuff Hernández derrotó a Kevin Northcutt ganando el NWA National Heavyweight Championship.
- Quinn Magnum derrotó a Spyder ganando el NWA North American Heavyweight Championship.
- Cyborg derrotó a Buck Q ganando el NWA Florida Heavyweight Championship.
- A.J. Styles (con Jeff G. Bailey) derrotó a Christopher Daniels.
- The New Heavenly Bodies (Vito DeNucci & Chris Nelson) derrotaron a Total Destruction (Rusty Riddle & Sean Royal) reteniendo el NWA World Tag Team Championship
- Jason Rumble derrotó a Brandon K, Lex Lovett (c), Jimmy Rave y BJ Turner en un Five-Way match ganando el NWA World Junior Heavyweight Championship
- Steve Corino luchó contra Shinya Hashimoto terminando sin resultado reteniendo el NWA World Heavyweight Championship.
- Team IPW (Scoot Andrews, Jet Jaguar, The Shane Twins (Mike & Todd) y Mike Sullivan) (con el promotor Ron Niemi) luchó contra Team NWA Florida (Lex Lovett, The New Heavenly Bodies (Vito DeNucci & Chris Nelson), Buck Q & Rod Steel) (con el promotor Howard Brody) terminando sin resultado.

### 2002
NWA 54th Anniversary Show, llamado "Battle of the Belts 2001" ("Batalla de los títulos 2001") tuvo lugar el 26 de octubre de 2002, desde el Memorial Coliseum en Corpus Christi, Texas.
- Jacey North derrotó a Brother Love.
- Ryan Pisiak derrotó a Dagon Briggs en un Hair vs. Hair match.
- The East Coast Connection (Sick Dog & Joe Wolfen) derrotaron a Ricky Murdock & Magnum.
- Spyder derrotó a Paul Tracey reteniendo el NWA Canadian Heavyweight Championship.
- Biggie Biggs derrotó a Preston Quinn reteniendo el NWA Jersey Heavyweight Championship.
- Jason Rumble derrotó a Rocky Reynolds reteniendo el NWA New England Junior Heavyweight Championship.
- Steve DeMarco derrotó a J.P. Black en un Texas Death match ganando el NWA Texas Heavyweight Championship.
- Johnny Moss derrotó a Danny Garnell reteniendo el NWA United Kingdom Heavyweight Championship.
- Char Starr derrotó a Madison ganando el NWA World Women's Championship.
- Jorge Estrada derroró a Paul Atlas ganando el NWA North American Heavyweight Championship.
- Konnan derrotó a NWA Midwest Heavyweight Champion Danny Dominion.
- America's Most Wanted (Chris Harris & James Storm) derrotaron a Rocky Reynolds & A.J. Styles reteniendo el NWA World Tag Team Championship.
- Ron Killings derrotó a Hotstuff Hernández reteniendo el NWA World Heavyweight Championship.

### 2003
NWA 55th Anniversary Show, se llevó a cabo en dos eventos, tuvo lugar el 10 y 11 de octubre de 2003, desde el Park Pavilion en Parkersburg, Virginia Occidental.
Noche 1
- Kevin Rhodes derrotó a C.B. Kool ganando el NWA Florida Junior Heavyweight Championship.
- Bruce Banner derrotó a Romeo Godwinn.
- Bobby Jay & Vinnie Viagra derrotaron a Zach Mercury & Rob Stardom.
- The Hawaiian Power Company (Kapu & Tiki) derrotaron a Chris Cavanaugh & Cholo reteniendo el NWA Hawaii Tag Team Championship.
- Spyder derrotó a Fergal Devitt convirtiéndose en el primer NWA British Commonwealth Heavyweight Champion.
- Paul Tracey derrotó a Muscles Mansfield.
- NWA National Heavyweight Champion Ricky Murdock derrotó al NWA Missouri Heavyweight Champion Shane Somers reteniendo el National title y ganando el Missouri title.
- Chance Prophet derrotó a Trik Nasty reteniendo el NWA Bluegrass Heavyweight Championship.
- Sinn (con Traci Brooks) derrotó a Mason Hunter.

Noche 2
- Kid Inferno & Twisted Youth derrotaron a DJ Skittlez & Clark.
- Roderick Strong derrotó a Jerrelle Clark y Danny Doring en un Triple Threat match reteniendo el NWA Florida X Division Championship.
- JT Wolfen derrotó a Chance Prophet reteniendo el NWA North American Heavyweight Championship.
- Leilani Kai derrotó a AJ Sparx reteniendo el NWA World Women's Championship.
- America's Most Wanted (Chris Harris & James Storm) derrotó a The Naturals (Andy Douglas & Chase Stevens).
- Double Dragon, Chris Draven (c), Rocky Reynolds y Vinnie Viagra lucharon terminando sin resultado en un Fatal four way ladder match por el NWA World Junior Heavyweight Championship. 
  - Draven retuvo el campeonato.
- Trik Nasty ganó una Battle Royal.

### 2004
NWA 56th Anniversary Show, se llevó a cabo en dos eventos, tuvo lugar el 15 y 17 de octubre de 2004, desde el Ramada Malbourough Hotel en Winnipeg, Manitoba.
Noche 1
- Tejas derrotó a Dustin Masters reteniendo el NWA Texas Heavyweight Championship.
- Shane Matthews derrotó a Keith Loughman.
- The Trailer Park Boyz (Dave Drako & Matt Korn) derrotaron a Gino Martino & Larry Huntley por descalificación.
- Johnny Moss derrotó a Byron Black.
- Team Ireland (Fergal Devitt & Paul Tracey) derrotaron a Paddy Morrow & Carl O'Rourke.
- Conscience derrotó a L.A. Warren reteniendo el NWA Scottish Heavyweight Championship.
- Dru Onyx derrotó a Will Phoenix ganando el vacante NWA British Commonwealth Heavyweight Championship.
  - El título había sido despojado de Spyder el 1 de octubre.
- Steve Jaworski ganó un 15-man battle royal ganando el vacante CWF Heavyweight Championship.
- Vid Vain derrotó a Kerry Brown ganando el NWA Canadian Heavyweight Championship.
- Spyder derrotó a Ricky Murdock ganando el NWA National Heavyweight Championship.

Noche 2
- Chasyn Rance derrotó a Mark Stephens convirtiéndose en el primer NWA Spinebuster Junior Heavyweight Champion.
- Steve Jaworski derrotó a Tank Roberts reteniendo el CWF Heavyweight Championship.
- Will Phoenix derrotó a Shane Matthews.
- Conscience, Paddy Morrow y Carl O'Rourke derrotaron a Byron Black, Fergal Devitt y Paul Tracey.
- Gino Martino derrotó a Dave Drako reteniendo el NWA New England Brass Knuckles Championship
- Shane Dyson & Roadblock Jones derrotó a Keith Laughman & L.A. Warren.
- Jason Rumble derrotó a Jerrelle Clark (c) y Vance Desmond en un Three-Way Dance ganando el NWA World Junior Heavyweight Championship.
  - Clark derrotó a Desmond.
  - Rumble derrotó a Clark.
- Petey Williams derrotó a Kenny Omega reteniendo el TNA X Division Championship.

### 2005
NWA 57th Anniversary Show tuvo lugar el 8 de octubre de 2005, desde el Tennessee State Fairgrounds Arena en Nashville, Tennessee.
- Three Guys That Totally Rule (Patrick Bentley & Seth Delay) derrotaron a Adam Roberts & Gabriel (con Jeff G. Bailey).
- Vance Desmond derrotó a Zac Vincent ganando el NWA Tri-State X Division Championship.
- The Syndicate Crew (L.A. Player & Superfly P.) (con YT) derrotaron a The Amazing Pookie & Cousin Cooter.
- Scotty Blaze derrotaron Brandon Day ganando el NWA Virginia Heavyweight Championship.
- Komei derrotó a Alex Koslov.
- Abyss (con Tim Welch) luchó contra Chris Michaels terminando sin resultado.
- The Twin Terrors (Koko & Razz Mansour) derrotaron a LuFisto & Tank reteniendo el NWA Canadian Tag Team Championship.
- Paddy Morrow derrotó a Paul Tracey reteniendo el NWA Ireland Heavyweight Championship y ganando el NWA United Kingdom Heavyweight Championship.
- Jason Rumble (con Quentin Michaels) derrotó a Mark Moment.
- The Psycho derrotó a Rick Morgan reteniendo el NWA Battle Zone Cruiserweight Championship.
- Fergal Devitt derrotó a Dru Onyx ganando el NWA British Commonwealth Heavyweight Championship.
- The Blackbirds (Ice & Jazz) derrotaron a The Bounty Hunters (Big Nasty Bill & Ricky Murdock).
- Vinnie Viagra derrotó a Chance Prophet reteniendo el NWA Bluegrass Heavyweight Championship.
- Jeff Daniels & Mike Woods (con Dominique) derrotaron a The Old School Players (Apollo & Dynamite Derrick) ganando el NWA Mid-America Tag Team Championship.
- Scottie Gash derrotó a Nikita Allanov y Chris Taylor en un Triple threat match reteniendo el NWA East Heavyweight Championship
- Tommy Marr derrotó a JT Wolfen (con Dave Heart) ganando el NWA North American Heavyweight Championship.
- Ricky Murdock derrotó a Conscience y The Juggulator en un Triple threat match ganando el vacante NWA National Heavyweight Championship.
  - El título fue despojado el mismo día de Spyder, debido a una defensa no mostrada ni programada.
- Chris Escobar & Shane Falco derrotaron a Daron Smythe & Tim Warcloud ganando el NWA North American Tag Team Championship.
- Christie Ricci derrotó a Lexie Fyfe (c) y Tasha Simone en un Triple threat match ganando el Campeonato Mundial Femenino de la NWA.
- The Naturals (Andy Douglas & Chase Stevens) derrotó a Cassidy Riley & Eric Young en un Nashville Street Fight ganando los Campeonatos Mundiales en Parejas de NWA.
  - Los campeonatos fueron retenidos durante una lucha entre estos equipos el 5 de octubre en Springfield, Tennessee. Esta lucha fue la revancha.

### 2008
NWA 60th Anniversary Show tuvo lugar el 7 de junio de 2008, desde el Philips Arena en Atlanta, Georgia. A pesar de que fue el evento con más asistencia de todos los eventos Anniversary Show, los funcionarios de la arena creían que el número de asistentes era el más pequeña que se había visto alguna vez en el recinto con capacidad para 18,000 personas.
- Mike DiBiase derrotó a Aaron Stevens reteniendo el NWA North American Heavyweight Championship.
- Iceberg (con Dan Wilson) derrotó a Mikael Judas y Shatter (con Jeff G. Bailey) en un Triple threat match reteniendo el NWA Anarchy Heavyweight Championship.
- Abdullah the Butcher (con John Cheatum) luchó contra Tommy Rich terminando sin resultado.
- Blue Demon, Jr. & Sean Waltman derrotaron a Rob Conway & Carl Ouellet.
- Mike Quackenbush derrotó a Ricky Vega reteniendo el Campeonato Mundial Junior Peso Pesado de NWA.
- Los Luchas (Phoenix Star & Zokre) derrotaron a The Naturals (Andy Douglas & Chase Stevens) y The Real American Heroes (Karl Anderson & Joey Ryan) (con C. Edward Vander Pyle) en un Triple Threat elimination match reteniendo el NWA World Tag Team Championship.
- Sid Vicious derrotó a The Playas Club (Justin Corino & Dave Greco) en un Handicap match.
- The Rock 'n' Roll Express (Robert Gibson & Ricky Morton) derrotó a The Midnight Express (Dennis Condrey & Bobby Eaton) (con Jim Cornette).

### 2018
NWA 70th Anniversary Show tuvo lugar el 21 de octubre de 2018, desde el Tennessee State Fairground Sports Arena en Nashville, Tennessee.
- James Ellsworth derrotó a Karim Brigante.
  - Ellsworth cubrió a Brigante después de un «Superkick».
- Sam Shaw derrotó a Colt Cabana, Sammy Guevara y Scorpio Sky avanzando a la final del torneo por el Campeonato Nacional de la NWA.
  - Shaw cubrió a Sky después de un «Big Running Boot».
- Barret Brown derrotó a Laredo Kid.
  - Brown cubrió a Kid después de un «Running Knee».
- Willie Mack derrotó a Jay Bradley, Mike Parrow y Ricky Starks avanzando a la final del torneo por el Campeonato Nacional de la NWA.
  - Mack cubrió a Starks después de un «Killer Stunner».
- Tim Storm derrotó a Peter Avalon (con Niko Marquez).
  - Brown cubrió a Avalon después de un «Black Hole Slam».
- Jazz derrotó a Penelope Ford y retuvo el Campeonato Mundial Femenino de la NWA.
  - Jazz forzó a Ford a rendirse con un «Jazz Stretch».
- Willie Mack derrotó a Sam Shaw y ganó el vacante Campeonato Nacional de la NWA.
  - Mack cubrió a Shaw después de un «Killer Stunner».
- War Kings (Crimson & Jax Dane) (con Road Warrior Animal) derrotaron a The Kingdom of Jocephus (Crazzy Steve & Shannon Moore)
  - Crimson y Dane cubrieron a Steve y Moore después de un «Doomsday».
- Nick Aldis (con Kamilla Kaine) derrotó a Cody (con Brandi Rhodes) en un 2-out-of-3 Falls Match y ganó el Campeonato Mundial Peso Pesado de la NWA (36:40).
  - Aldis cubrió a Cody después de un «Sharpshooter» (14:02).
  - Cody cubrió a Aldis después de un «Cross Rhodes» (26:33).
  - Aldis cubrió a Cody después de un «Roll-up» (36:40).

### 2021
NWA 73th Anniversary Show tuvo lugar el 29 de agosto de 2021, desde el Chase Ballroom en San Luis (Misuri).
- Pre-show: Lady Frost y The Hex (Allysin Kay y Marti Belle) derrotaron a  Taryn Terrell, Paola Blaze y Jennacide.
  - Frost cubrió a Blaze después de un «Moonsault».
- Pre-show: PJ Hawx derrotó a Colby Corino.
  - Hawx forzó a Corino a rendirse con un «Hawx Clutch».
- Tim Storm derrotó a Thom Latimer y Crimson en un Brawl in the Lou.
  - Storm cubrió a Crimson después de un «Perfect Storm».
  - Antes de la lucha, Jax Dane atacó a Crimson, regresando más tarde a la lucha.
- Mickie James derrotó a Kylie Rae.
  - James cubrió a Rae después de un «Mickie DDT».
  - Después de la lucha, Deonna Purrazzo atacó a James.
- Tyrus, The Masked Man & Jordan Clearwater (con Austin Idol) derrotaron a The Pope & The End (Odinson & Parrow).
  - The Masked Man cubrió a Odinson después de un «Heart Punch» de Tyrus.
  - Durante la lucha, BLK Jeez interfirió a favor de Tyrus, The Masked Man & Clearwater.
- Chris Adonis derrotó a James Storm y retuvo el Campeonato Nacional de la NWA.
  - Adonis cubrió a Storm con un «Roll-Up» apoyado en las cuerdas.
- Judais (con Father James Mitchell) ganó el 12-Man Battle Royal y obtuvo una oportunidad por el Campeonato Nacional de la NWA.
  - Judais eliminó finalmente a JTG, ganando la lucha.
  - Los otros participantes fueron: El Rudo, Jamie Stanley, Marshe Rockett, Slice Boogie, Jeremiah Plunkett, Luke Hawx, Captain YUMA, Rush Freeman, "The Heart Throb" Jaden, Mims y Sal Rinauro.
- Kamille derrotó a Chelsea Green y retuvo el Campeonato Mundial Femenino de la NWA.
  - Kamille forzó a Green a rendirse con un «Armbar».
- La Rebelión (Bestia 666 & Mecha Wolf) (con Konnan) derrotaron a Aron Stevens & Kratos y ganaron el Campeonato Mundial en Parejas de la NWA.
  - Wolf cubrió a Stevens después de un «Mark of the Beast».
  - Durante la lucha, Konnan interfirió a favor de La Rebelión.
- Trevor Murdoch derrotó a Nick Aldis en un Title vs. Career Match y ganó el Campeonato Mundial Peso Pesado de la NWA.
  - Murdoch cubrió a Aldis después de un «Diving Bulldog».

### 2022
NWA 74th Anniversary Show tendrá lugar el 27 y 28 de agosto de 2022 desde el Chase Ballroom en San Luis, Misuri.

#### Noche 1: 27 de agosto
- Pre-Show: The Country Gentlemen (AJ Cazana & Anthony Andrews) (con Joe Cazana) derrotaron a Gold Rushhh (Jordan Clearwater & Marshe Rockett) (con Austin Idol).(6:35)[18]
  - AJ cubrió a Rockett con un "Roll-Up".
- Pre-Show: Rhett Titus derrotó a VSK.(5:45)[19]
  - Titus cubrió a VSK después de un "Belly-To-Belly Suplex".
- Pre-Show: Rodney Mack (con Aron Stevens) derrotó a The Pope.(4:48)
  - Mack forzó a Pope a rendirse con un "Euthanazier".
  - Durante el combate, Stevens interfirió a favor de Mack.
  - Después del combate, Mack & Stevens atacaron a Pope pero JR Kratos hizo su regreso a NWA salvandolo.
- Pre-Show: Caprice Coleman & Gustavo derrotaron a Colby Corino Wrecking Ball Legursky.(7:29)
  - Coleman forzó a Legursky a rendirse con un "Chicken Wing Lock".
- EC3 derrotó a Matthew Mims.(4:52)
  - EC3 forzó a rendirse a Mims.
  - Después del combate, Thom Lathimer lo encaró.
- The Miserably Faithful (Judais, Gagz The Gymp & Sal The Pal) derrotaron a The Ill Begotten (Alex Taylor, Jeremiah Puckett & Danny Dealz) en un Beelzebub’s Bedlam Match.(9:41)
  - Judais cubrió a Dealz después de aplicarle un "Chokeslam".
- Homicide (c) derrotó a Kerry Morton y retuvo el Campeonato Mundial Junior Peso Pesado de la NWA.(12:38)
  - Homicide cubrió a Morton después de un "Koji Cutter" desde la tercera cuerda.
- Rolando Freeman derrotó a Matt Cardona.(5:41)
  - Ronaldo cubrió a Cardona con un "Roll-Up".
- Max The Impaler (con Father James Mitchell) ganó la Burke Invitational Gauntlet y una oportunidad por el Campeonato Mundial Femenino de la NWA en la siguiente noche.(17:24)[20][21]

| Entrada | Entrada         | Eliminada Por | Eliminada Por | Mediante                    | Tiempo |
| ------- | --------------- | ------------- | ------------- | --------------------------- | ------ |
| 1       | KiLynn King     | 7             | Markova       | cuenta de 3                 |        |
| 2       | Samantha Starr  | 6             | Jennacide     | rendición                   |        |
| 3       | Natalia Markova | 9             | Max           | cuenta de 3                 | 15:40  |
| 4       | Missa Kate      | 1             | King          | encima de la tercera cuerda | 0:41   |
| 5       | Madi Wrenkowski | 2             | autoeliminada | encima de la tercera cuerda | 3:08   |
| 6       | Taryn Terrell   | 4             | Max           | encima de la tercera cuerda |        |
| 7       | Max The Impaler | -             | GANADORA      | -                           | 17:24  |
| 8       | Tootie Lynn     | 3             | Max           | encima de la tercera cuerda |        |
| 9       | Angelina Love   | 5             | Max           | encima de la tercera cuerda |        |
| 10      | Jennacide       | 8             | Max           | cuenta de 3                 |        |

- Cyon (con Austin Idol) derrotó a Jax Dane (c) (con Chris Silvio, Esq.) y ganó el Campeonato Nacional Peso Pesado de la NWA.(7:26)
  - Cyon cubrió a Dane después de un "Death Valley Driver".
- Bully Ray derrotó a Mike Knox en un Tables Match.[22] (8:38)
  - Ray hizo atravesar a Knox sobre una mesa con un "ChockeSlam".
- La Rebelión (Bestia 666 & Mecha Wolf 450) (con Damián 666) derrotaron a Hawx Aerie (Luke Hawx & PJ Hawx) ganando los vacantes Campeonatos Mundiales en Parejas de la NWA.(13:10)
  - Bestia cubrió a Luke con un "Roll-Up" después de que Damián le  aplicará un "Red Myst".
  - Durante el combate, Damián interfirió a favor de La Rebelión
  - Después del combate, Doug Williams volvió al ring, encarando a La Rebelión
  - Antes del combate, Doug Williams salió hacia el ring a dejar vacantes los títulos.
  - Originamente The Commonwealth Connection (Doug Williams & Harry Smith) iban a defender los títulos ante La Rebelión pero debido a Smith no tenía la alta médica para competir.
- Kamille (c) derrotó a Taya Valkyrie y retuvo el Campeonato Mundial Femenino de la NWA.(18:57)[23][24]
  - Kamille cubrió a Valkyrie después de aplicarle un «Spear».

#### Noche 2: 28 de agosto
- Pre-Show: El Submission Match entre Doug Williams contra Rhett Titus terminó en un empate.(10:00)
  - el combate superó el tiempo límite de 10 minutos.
- Pre-Show: Angelina Love derrotó a Taryn Terrell.(5:32)
  - Love cubrió a Terrell después de una "Bike Kick".
- Pre-Show: Kerry Morton derrotó a Gustavo.(4:33)
  - Kerry cubrió a Gustavo después de un "Jumping Knee".
  - Después del combate, ambos se dieron la mano en señal de respeto.
- Pre-Show: Natalia Markova ganó la Corona de la Reina Abeja en una Queen Bee  Match.(10:07)
  - en la Primera etapa, Markova, Madi, Misa Kate eliminaron a Taya Valkyrie, KiLynn King & Jennacide en un 6-Women's Tag Team Match después de que Markova cubriera a Jennacide.
  - En la Última etapa, Markova cubrió a Misa Kate
  - Markova cubrió a Kate después de una "Beatiful Destruction" seguido de un "DDT".
- Colby Corino derrotó a Caprice Coleman en un 2 Out Of 3 Falls Match.(9:57)
  - Coleman forzó a Corino a rendirse con un "Armbar".(1:37)
  - Corino cubrió a Coleman con un "Roll-Up".(4:33)
  - Corino cubrió a Coleman con un "Sonsetter".
- The Fixers (Jay Bradley & Wrecking Ball Legursky) ganaron los reactivados Campeonatos en Parejas de los Estados Unidos de la NWA en un 12 Team Battle Royal.(14:08)[25]
  - The Fixers finalmente eliminaron a Team Ambition (Mike Outlaw & Camaro Jackson).
  - Gold Rushhh (Jordan Clearwater & Marshe Rockett) (Team Ambition), The Miserably Faithful (Sal The Pal & Gaagz The Gymp) (con Father James Mitchell) (The Ill Begotten), The Ill Begotten (Alex Taylor & Jeremiah Plunkett) (con Danny Dealz) (The Espectaculars), The Spectaculars (Brady Pierce & Rush Freeman) (con Rolando Freeman) (La Rebelión), Ruff 'n' Ready (D'Vin Graves & Diante) (Hawx Aerie), The Country Gentlemen (AJ Cazana & Anthony Andrews) (Hawx Aerie), The NOW (Hale Collins & Vik Dalishus) (The Fixers, Hawx Aerie (Luke Hawx & PJ Hawx) (The OGK), La Rebelión (Bestia 666 & The Mecha Wolf) (con Damián 666) (The OGK), The OGK (Matt Taven & Mike Bennett) (La Rebelión).
- "Magic" Jake Dumas (con CJ) derrotó a Mercurio.(7:15)
  - Dumas cubrió a Mercurio después de aplicarle un "Elevated NeckBreaker".
- Davey Richards (c) derrotó a "Thrillbilly" Silas Mason (con Pollo del Mar) por rendición y retuvo el Campeonato Nacional Peso Abierto de MLW.(10:02)
  - Richards hizo rendir a Silas con un "Ankle Lock".
  - Durante el combate, Del Mar interfirio a favor de Silas.[26]
- Cyon (con Austin Idol) derrotó a Anthony Mayweather y retuvo el Campeonato Nacional Peso Pesado de la NWA.(7:26)
  - Cyon cubrió a Mayweather después de aplicarle 2 "Rolling Death Valley Driver".
- Pretty Empowered (Ella Envy & Kenzie Paige) (c) derrotaron a The Hex (Allysin Kay & Marti Belle) en un Kingshighway Street Fight reteniendo los Campeonatos Mundiales Femeninos en Parejas de la NWA.(10:02)
  - Envy cubrió a Belle después de aplicarle una "Double SuperKick" mientras estaba tapada por un tacho de basura.
- Homicide (c) derrotó a Ricky  Morton y retuvo el Campeonato Mundial Junior Peso Pesado de la NWA.(6:12)
  - Homicide cubrió a Ricky después de aplicarle un "Lariat" en la nuca.
- Nick Aldis derrotó a Flip Gordon por rendición.(8:43)
  - Aldis hizo rendir a Gordon con un "Cloverleaf".
- Kratos & Pope derrotaron a Aron Stevens & Rodney Mack en un Missouri Tornado Tag Team Match.(9:40)
  - Pope cubrió a Mack con un "Roll-Up".
- El combate entre EC3 contra Thom Lathimer terminó sin resultado.(6:42)
  - el árbitro detuvo el combate después de que The Control Your Narrative atacara a Lathimer.
- Kamille (c) derrotó a Max The Impaler (con Father James Mitchell) y retuvo el Campeonato Mundial Femenino de la NWA.(11:07)
  - Kamille cubrió a Máx con un "Roll-Up".
- Trevor Murdoch (c) derrotó a Tyrus (con BLK Jeez) y retuvo el Campeonato Mundial Peso Pesado de la NWA.(13:44)[27][28][29]
  - Murdoch cubrió a Tyrus después de aplicarle un "Low Blow" seguido de 2 "Diving Bulldog".
  - Durante el combate, Jeez interfirió a favor de Tyrus.

### 2023
NWA 75th Anniversary Show tendrá lugar el 26 y 27 de agosto de 2023 desde el Chase Ballroom en San Luis, Misuri.

#### Noche 1: 26 de agosto
- Pre-Show: Robert Anthony derrotó a "Magic" Jake Dumas.(5:40)
  - Anthony cubrió a Dumas después de aplicarle un «Rolling Death Valley Driver».
- Pre-Show: Daisy Kill & Talos derrotaron a The Fixers ALLC (Jay Bradley & Wrecking Ball Legursky) en la Final de un Torneo ganando una oportunidad por los Campeonatos en Parejas de los Estados Unidos de NWA en la Noche 2.(7:14)
  - Talos cubrió a Legursky después de aplicarle un «ChokeSlam».
  - Después del combate, los Campeones en Parejas de los Estados Unidos de NWA The Country Gentlemen (Anthony Andrews & AJ Cazana) salieron a confrontarlos.
- Pre-Show: Zyon (con Austin Idol) derrotó a Jordan Clearwater por rendición.(6:49)
  - Zyon forzó a Clearwater a rendirse con un «Z-Clutch Anaconda Vice».
  - Durante el combate, Idol interfirió a favor de Zyon.
- Pre-Show: Jack Cartwheel derrotó a Koa Laxamana (con Kallie), Eric Jackson, Alex Taylor (con Danny Dealz) y a Matt Vine en un Jubilee Jamboree Match  ganando una oportunidad por el Campeonato Mundial Junior Peso Pesado de NWA.(6:27)[30]
  - Cartwheel cubrió a Jackson después de aplicarle un «Shooting Star Press».
- Max the Impaler (con Father James Mitchell) derrotó a Kenzie Paige ganando el Campeonato Mundial Femenino Televisivo de NWA.(6:40)[31][32]
  - Max cubrió a Paige después de aplicarle un «Clothesline»
- "Thrillbilly" Silas Mason (con Pollo del Mar) derrotó a Kratos y a Odinson ganando el vacante Campeonato Nacional Peso Pesado de NWA.(9:14)[33][34]
  - Mason cubrió a Odinson después de aplicarle un «ThrillRide».
- Joe Alonzo derrotó a Homicide.(10:02)
  - Alonzo cubrió a Homicide con un «Inside Cradle».
- Brothers Of Funstruction (Yabo & Ruffo the Clown) (con Violent J) derrotaron a Magnum Muscle (Drak Draper & Mims).(6:14)
  - Ruffo cubrió a Mims después de aplicarle un «Whoop Whoop Driver» junto a Yabo
  - Durante el combate, Violent J interfirió a favor de BOF
- Colby Corino (con Jamie Stanley) derrotó a Kerry Morton y ganó el Campeonato Mundial Junior Peso Pesado de NWA.(12:04)[35][36][37]
  - Corino cubrió a Morton después de aplicarle un «Jumping Death DDT»
- Jax Dane (con Chris Silvio, Esq.) derrotó a Tim Storm en un No Disqualification Match por decisión del árbitro.(3:09)
  - El árbitro detuvo el combate, después de que Storm no pudo incorporarse.
- Kenzie Paige ganó la Burke Invitational Gauntlet por una oportunidad por el Campeonato Mundial Femenino de la NWA en la Noche 2.(15:14)[38]
  - Paige eliminó finalmente a Kay.

| Entrada | Entrada         | Eliminada Por | Eliminada Por    | Mediante                    | Tiempo |
| ------- | --------------- | ------------- | ---------------- | --------------------------- | ------ |
| 1       | Kenzie Paige    | -             | GANADORA         | -                           |        |
| 2       | Taylor Rising   | 1             | Starr            | cuenta de 3                 |        |
| 3       | Ruthie Jay      | 10            | Kay              | encima de la tercera cuerda | 15:40  |
| 4       | Heather Monroe  | 2             | Kay & Paige      | encima de la tercera cuerda |        |
| 5       | Samantha Starr  | 3             | Jenkins          | cuenta de 3                 | 3:08   |
| 6       | Allysin Kay     | 11            | Paige            | encima de la tercera cuerda |        |
| 7       | MJ Jenkins      | 6             | Max              | cuenta de 3                 | 17:24  |
| 8       | CJ              | 4             | Kay              | encima de la tercera cuerda |        |
| 9       | Labrava Escobar | 5             | Paige            | encima de la tercera cuerda |        |
| 10      | The WOAD        | 7             | Max              | encima de la tercera cuerda |        |
| 11      | Sierra          | 8             | Max              | rendición                   |        |
| 12      | Max the Impaler | 9             | Paige, Jay & Kay | cuenta de 3                 |        |

- Matt Cardona derrotó a Ricky Morton.(5:26)[39]
  - Cardona cubrió a Ricky después de aplicarle un «Radio Silence».
  - Después del combate, Cardona intentó atacar a Ricky, sin embargo, salieron The Southern 6 (Kerry Morton & Alex Taylor) a ahuyentarlo.
- Blunt Force Trauma (Carnage & Damage) (con Aron Stevens) derrotaron a La Rebelión (Bestia 666 & Mecha Wolf) (con Vampiro) ganando los Campeonatos Mundiales en Parejas de NWA.(9:16)[40][41]
  - Damage cubrió a Wolf después de un «Heel Kick» de Carnage.
  - Durante el combate, Stevens interfirió a favor de BFT, mientras que Vampiro interfirió a favor de La Rebelión.
  - Después del combate, Brothers Of Funstruction (Yabo & Ruffo the Clown) (con Violent J) salieron a confrontar a La Rebelión & Vampiro.
- Kamille (c) derrotó a Natalia Markova en un No Limits Match y retuvo el Campeonato Mundial Femenino de NWA. (15:37)[42][43][44][45]
  - Paige cubrió Markova después de una «Spear» contra una mesa en llamas fuera del ring.

#### Noche 2: 27 de agosto
- Pre-Show: Jordan Clearwater ganó el Austin Idol's National Championship Battle Royal por una oportunidad al Campeonato Nacional Peso Pesado de NWA más tarde esa noche.(5:40)(15:56)
  - Clearwater eliminó finalmente a Zyon.
  - Los demás participantes, su orden de eliminación y quien los eliminó fueron: Judais (Dane), Rush Freeman (Pierce), Rolando Freeman (Pierce), Brady Pierce (Draper), Matt Vine (Bradley & Legursky), Koa Laxamana (con Kallie) (Dumas & James), Cody James (Bradley), "Magic" Jake Dumas (con CJ) (Legursky), Wrecking Ball Legursky (Dane), Jay Bradley (Dane), Jax Dane (con Chris Silvio, Esq.) (Troop), Turbo Floyd (Magnum), Gaagz the Gymp (Magnum), Truth Magnum (Sal), Mims (Dice & Troop), Robert Anthony (Alonzo), Joe Alonzo (Dice), Dak Draper (Zyon), Sal the Pal (Zyon), Zicky Dice (Clearwater) y Blake "Bulletproof" Troop (Zyon)
  - Idol interfirió a favor de Zyon.
- Pre-Show: Natalia Markova derrotó a Taylor Rising.(6:03)
  - Markova cubrió a Rising después de aplicarle un «Beatiful Destruction».
  - Después del combate, ambas se dieron la mano en señal de respeto.
- Pre-Show: Daisy Kill & Talos derrotaron a The Country Gentlemen (Anthony Andrews & AJ Cazana) ganando los Campeonatos en Parejas de los Estados Unidos de NWA.(7:34)[46][47]
  - Kill cubrió a Andrews después de un «ChokeSlam» de Talos.
  - Después del combate, The Inmortals (Kratos & Odinson) salieron al ring a confrontar a Kill & Talos.
- Thom Latimer (c) derrotó a Chris Adonis por rendición y retuvo el Campeonato Mundial Televisivo de NWA.(9:57)[48]
  - Latimer forzó a Adonis a rendirse con un «Crossface».
- Pretty Empowered (Ella Envy & Kylie Paige) derrotaron a M95 (Madi & Missa Kate) (c) ganando los Campeonatos Mundiales Femeninos en Parejas de NWA.(7:46)[49][50]
  - Kylie cubrió a Madi con un «Code Red».
- Colby Corino (c) (con Jamie Stanley) derrotó a Jack Cartwheel y retuvo el Campeonato Mundial Junior Peso Pesado de NWA.(10:24)
  - Corino cubrió Cartwheel después de aplicarle un «Sunset DDT».
- Max the Impaler (c) (con Father James Mitchell) derrotó a Ruthie Jay y retuvo el Campeonato Mundial Femenino Televisivo de NWA.(5:47)
  - Max cubrió a Jay después de aplicarle un «Lariat».
- La Rebelión (Bestia 666 & Mecha Wolf) (con Vampiro) derrotaron a The Brothers of Funstruction (Ruffo the Clown & Yabo the Clown) (con Violent J).(8:05)
  - Bestia cubrió a Ruffo después de aplicarle un «Frog Splash».
  - Durante el combate, Violent J interfirió a favor de BOF, mientras que Vampiro interfirió a favor de La Rebelión.
  - Después del combate, La Rebelión & Vampiro atacaron a Violent & BOF.
- Kerry Morton (con Alex Taylor) derrotó a Matt Cardona.(9:22)
  - Kerry cubrió a Cardona después de aplicarle un «GTR».
  - Durante el combate, Taylor interfirió a favor de Kerry.
- "Thrillbilly" Silas Mason (c) derrotó a Jordan Clearwater y retuvo el Campeonato Nacional Peso Pesado de NWA.(7:06)
  - Mason cubrió a Clearwater después de aplicarle un «ThrillRide».
- Blunt Force Trauma (Carnage & Damage) (c) (con Aron Stevens) derrotaron a Mike Knox & Trevor Murdoch reteniendo los Campeonatos Mundiales en Parejas de NWA.(11:41)
  - Carnage cubrió a Murdoch después de un «Whithe Glow» de Stevens.
  - Durante el combate, Stevens interfirió a favor de BFT.
- Kenzie Paige derrotó a Kamille (c) y ganó el Campeonato Mundial Femenino de NWA.(13:04)[51][52]
  - Paige cubrió a Kamille después de aplicarle un «Kenzie Cutter».
  - Después del combate, Paige celebró con su familia en ringside y luego Pretty Empowered (Ella Envy & Kylie Paige) salieron a celebrar con Paige.
- EC3 derrotó a Tyrus en un Bullrope Match y ganó el Campeonato Mundial Peso Pesado de NWA.(17:21)[53][54][55][56][57][58][59]
  - EC3 forzó a rendirse a Tyrus con un «Porpuse Crossface» con la cuerda.
  - Después del combate, ambos se abrazaron en señal de respeto y varios luchadores del roster salieron a aplaudirlo y a despedirse de Tyrus.
  - Como consecuencia, Tyrus tuvo que retirarse de la lucha libre profesional.

### 2024
NWA 76 tendrá lugar el 31 de agosto de 2024 desde el 2300 Arena en Filadelfia, Pensilvania.

#### Resultados
- Dark Match: Sodapop Hendrix derrotó a Papadon 
  - Hendrix cubrió a Papadon.
- Dark Match: Shawn Carlson derrotó a The Rockstar.
  - Carlson cubrió a The Rockstar.
- Dark Match: Mario Pardua & Steve Boz derrotaron a Foxx Vinyer & Tim Theory
  - Pardua cubrió a Vinyer.
- Gaagz the Gymp derrotó a Alexander Lev. (5:39)
- Zyon & "Magic" Jake Dumas (con Austin Idol) derrotaron a Baron Von Storm & Jax Dane. (8:31)
- "Thrillbilly" Silas Mason derrotó a Colby Corino. (9:13)
- The Country Gentlemen (AJ Cazana & KC Cazana) (con Joe Cazana) derrotaron a The Fixers (Jay Bradley & Wrecking Ball Legursky, The Slimeballz (Sage Chantz & Tommy Rant), Daisy Kill & Talos (con Vampiro) (c) ganando los Campeonatos en Parejas de los Estados Unidos de NWA. (11:12)
  - AJ cubrió a Chantz después después de aplicarle un «PowerBomb & High Attack combo» en conjunto con KC.
  - Durante el combate, Joe interfirió a favor de The Country Gentleman, mientras que Vampiro interfirió a favor de Kill & Talos.
  - Emitido en el episodio de NWA Power del 22 de octubre por X (Twitter).
- The It Girls (Ella Envy & Miss Starr) derrotaron a The King Bees (Charity King & Danni Bee) (c) ganando los Campeonatos Mundiales Femeninos en Parejas de NWA. (7:47)[61]
  - Envy cubrió a Bee con un «Roll-Up».
- Jack Cartwheel derrotó a Alex Misery ganando una oportunidad por el Campeonato Mundial Junior Peso Pesado de NWA. (11:10)[62]
  - Cartwheel cubrió a Misery después de aplicarle un «Jack Arrow».
- Natalia Markova ganó la Burke Invitational Gauntlet ganando una oportunidad al Campeonato Mundial Femenino de NWA. (21:09)[63][64][65][66]
  - Markova eliminó finalmente a Tiffany Nieves.

| Entrada | Entrada                  | Eliminada Por | Eliminada Por   | Mediante                                                                              | Tiempo |
| ------- | ------------------------ | ------------- | --------------- | ------------------------------------------------------------------------------------- | ------ |
| 1       | Ruthie Jay               | 1             | Mama            | cuenta de 3 por ChokeBomb Pin                                                         | 2:58   |
| 2       | Kylie Paige              | 11            | Markova         | encima de la tercera cuerda.                                                          | 15:14  |
| 3       | Lili "La Pescadita" Ruiz | 3             | Kay             | encima de la tercera cuerda                                                           | 15:40  |
| 4       | Big Mama                 | 2             | J, Ruiz & Paige | encima de la tercera cuerda                                                           |        |
| 5       | "HollyHood" Haley J      | 7             | Nieves          | rendición con un «Boston Crab»                                                        | :      |
| 6       | La Rosa Negra            | 11            | Paige           | encima de la tercera cuerda                                                           |        |
| 7       | Natalia Markova          | -             | GANADORA        | -                                                                                     | —      |
| 8       | Tiffany Nieves           | 12            | Markova         | cuenta de 3 después de aplicarle un «Urinagi» sobre una mesa desde la segunda cuerda. | 21:09  |
| 9       | Mystii Marks             | 5             | Rossi           | encima de la tercera cuerda                                                           |        |
| 10      | Kayla Rossi              | 6             | Paige           | cuenta de 3 por «Inside Cradle»                                                       |        |
| 11      | Adrianna Mosley          | 8             | Garrett         | encima de la tercera cuerda                                                           |        |
| 12      | Kelly Maden              | 6             | Rossi           | por encima de la tercera cuerda.                                                      |        |
| 13      | Santana Garrett          | 10            | Paige           | encima de la tercera cuerda.                                                          |        |

- The Immortals (Kratos & Odinson) derrotaron a Blunt Force Trauma (Carnage & Damage) (con Aron Stevens) en un Liberty Bell Brawl. (10:36) 
  - The Immortals ganaron al hacer sonar la campana.
  - Durante el combate, Stevens interfirió a favor de BFT.
- Mims (con BLK Jeez) derrotó a Bryan Idol, Burchill y a Carson Drake Elimination match y ganó el vacante Campeonato Nacional Peso Pesado de NWA. (8:07)[67]
  - Burchill eliminó a Idol después de aplicarle un «Double UnderHook DDT». (3:07)
  - Mims eliminó a Burchill después de aplicarle un «Heart Punch». (6:32)
  - Mims finalmente eliminó a Drake después de aplicarle un «Lateral Press». (8:07)
- Kenzie Paige (c) derrotó a Max the Impaler (con Father James Mitchell) y retuvo el Campeonato Mundial Femenino de NWA. (8:02)[68]
  - Kenzie cubrió a Max después de aplicarle 2 «Kenzie Cutter»
- Mike Knox & Trevor Murdoch (c) derrotaron a The Southern 6 (Alex Taylor & Kerry Morton) reteniendo los Campeonatos Mundiales en Parejas de NWA. (7:51)
  - Knox cubrió a Morton después de aplicarle un «High and Low» en conjunto con Murdoch.
  - Este combate fue emitido en el episodio de NWA Power transmitido por X (Twitter) el 1 de octubre.
- Thom Latimer derrotó a EC3 (c) y ganó el Campeonato Mundial Peso Pesado de NWA. (16:00)[69]
  - Latimer cubrió a EC3 con un «Pop-Up PowerBomb»
  - Este combate fue emitido en el episodio de NWA Power transmitido por X (Twitter) el 1 de octubre.

### 2025
NWA 77 Anniversary Show tendrá lugar el 16 de agosto de 2025 desde el The Paramount Theater en Huntington, Nueva York.